# Atrium on Bay
Das Atrium on Bay ist ein 14-stöckiges Einkaufs- und Bürogebäude in der Dundas Street, West im kanadischen Toronto. Das Gebäude wurde 1981 fertiggestellt und beinhaltet ein Einkaufszentrum auf zwei Ebenen. Unterirdisch ist das Gebäude mit der Station Dundas an die Toronto Subway und das Toronto Bus Terminal angeschlossen. Außerdem hat das Gebäude Zugänge zu dem unterirdischen Fußgängertunnelnetzwerk PATH. 2019 wurde das Gebäude für 640 Mio. kanadische Dollar an die Immobilieninvestment-Gesellschaft King Sett Capital verkauft.

## Geschäfte
Das Atrium on Bay beinhaltet über 50 Geschäfte darunter für Kleidung, Juweliere, Restaurants und Kaffee einrichtungen.  Im Einkaufszentrum des Atrium on Bay diente auch als Drehort für die kanadischen Dramaserie Flashpoint.